# 21-я пехотная дивизия (Российская империя)
21-я пехотная дивизия — пехотное соединение в составе Русской императорской армии.
Штаб дивизии: Темир-Хан-Шура (1866), Владикавказ (1914). С 1910 года входила в 3-й Кавказский армейский корпус.

## История дивизии

### Формирование
Сформирована на Кавказе 20 февраля 1845 года. 
- 1845 — 1918 — 21-я пехотная дивизия

С 12 июля 1858 по 6 августа 1865 года должность начальника 21-й пехотной дивизии, ее управление (но не сама дивизия), а также управление 21-й артиллерийской бригады были упразднены. Начальник дивизии генерал-лейтенант К. К. Врангель был назначен командующим войсками в Прикаспийском крае, по сути, оставаясь командиром подразделений 21-й пехотной дивизии, поскольку она и была расположена в этом районе. В августе 1865 года должность начальника 21-й пехотной дивизии, ее управление, а также управление 21-й артиллерийской бригады были восстановлены.

### Боевые действия
Дивизия – участница Люблин-Холмского сражения 9 – 22 июля 1915 г.

## Состав дивизии
- 1-я бригада (Владикавказ)
  - 81-й пехотный Апшеронский Императрицы Екатерины Великой, ныне Е. И. В. Великого Князя Георгия Михайловича полк
  - 82-й пехотный Дагестанский Е. И. В. Великого Князя Николая Михайловича полк
- 2-я бригада (1903: Дешлагар; 1913: Екатеринодар)
  - 83-й пехотный Самурский полк
  - 84-й пехотный Ширванский Его Величества полк
- 21-я артиллерийская бригада (Темир-Хан-Шура (1903); Владикавказ (1913))

## Командование дивизии
(Командующий в дореволюционной терминологии означал временно исполняющего обязанности начальника или командира. Должности начальника дивизии соответствовал чин генерал-лейтенанта, и при назначении на эту должность генерал-майоров они оставались командующими до момента своего производства в генерал-лейтенанты).

### Начальники дивизии
- 23.10.1845 — 03.08.1849 — генерал-лейтенант Клюки-фон-Клугенау, Франц Карлович
- 03.08.1849 — 04.01.1855 — генерал-майор (с 06.12.1851 генерал-лейтенант) барон фон Врангель, Карл Карлович
  - 19.10.1854 — 04.01.1855 — командующий генерал-майор Чаплиц, Юстин Адамович (временно)[5]
- 02.04.1855 — 16.08.1856 — командующий генерал-майор Мусницкий, Иосиф Осипович
- 16.08.1856 — 08.02.1858 — генерал-лейтенант (с 10.11.1857 генерал-адъютант) князь Джамбакуриан-Орбелиани, Григорий Дмитриевич
- 08.02.1858 — 12.07.1858 — генерал-лейтенант Врангель, Александр Евстафьевич
- 06.08.1865 — хх.хх.1868 — генерал-майор (с 27.03.1866 генерал-лейтенант) Лазарев, Иван Давидович
- 06.03.1868 — 07.04.1871 — генерал-майор (с 20.05.1868 генерал-лейтенант) Радецкий, Фёдор Фёдорович
- 28.04.1871 — 10.05.1882 — генерал-майор (с 30.08.1873 генерал-лейтенант) Петров, Виктор Александрович
- 02.09.1882 — 15.05.1883 — командующий генерал-майор Эркерт, Георгий Гансович
- 15.05.1883 — 14.06.1883 — генерал-лейтенант Бабкин, Николай Данилович
- 14.06.1883 — 12.10.1895 — генерал-майор (с 06.05.1884 генерал-лейтенант) граф Борх, Юрий Александрович
- 12.10.1895 — 05.10.1899 — генерал-лейтенант Трейтер, Василий Васильевич
- 28.10.1899 — 09.10.1904 — генерал-майор (с 6.12.1899 генерал-лейтенант) Резвый, Дмитрий Модестович
- 23.11.1904 — 29.04.1906 — генерал-майор (с 17.04.1905 генерал-лейтенант) Светлов, Николай Егорович
- 04.07.1906 — 31.12.1913 — генерал-майор (с 06.12.1906 генерал-лейтенант) Ясенский, Венедикт Алоизиевич
- 31.12.1913 — 11.12.1914 — генерал-лейтенант Мехмандаров, Самедбек Садыхбек оглы
- 08.01.1915 — 08.02.1915 — командующий генерал-майор Квецинский, Михаил Фёдорович
- 08.02.1915 — 02.05.1916 — командующий генерал-майор Некрасов, Константин Герасимович
- 19.05.1916 — 27.08.1917 — командующий генерал-майор Тучапский, Александр Гаврилович
- 27.08.1917 — хх.хх.1917 — командующий генерал-майор Лигнау, Александр Георгиевич

### Начальники штаба дивизии
Должность начальника штаба дивизии введена в 1856 году
- 16.08.1856 — 12.07.1858 — подполковник (с 10.10.1857 полковник[~ 2]) Радецкий, Фёдор Фёдорович
- 06.08.1865 — 08.08.1867 — подполковник Драгат, Людомир Иосифович
- 08.08.1867 — 05.10.1867 — подполковник Спасович, Куприян Данилович
- 05.10.1867 — 30.08.1873 — подполковник (с 30.08.1870 полковник) Шарнгорст, Александр Васильевич
- 12.10.1873 — 04.10.1880 — подполковник (с 30.08.1874 полковник) Пожаров, Андрей Алексеевич
- 04.10.1880 — 13.02.1885 — полковник Шлейснер, Рихард Альфредович
- 14.02.1885 — 01.07.1886 — полковник Чарковский, Пётр Владимирович
- 01.07.1886 — 13.12.1886 — полковник Михайлов, Николай Григорьевич
- 13.12.1886 — 17.09.1892 — полковник Сахаров, Всеволод Викторович
- 19.09.1892 — 29.10.1892 — полковник Свидзинский, Эдмунд-Леопольд Фердинандович
- 29.10.1892 — 02.05.1895 — полковник Морозов, Фаддей Андреевич
- 02.05.1895 — 24.02.1900 — полковник Ерофеев, Михаил Родионович
- 05.04.1900 — 16.03.1904 — и. д. (утверждён 15.03.1902) полковник Федяй, Леонид Васильевич
- 24.03.1904 — 07.01.1906 — подполковник (с 06.12.1904 полковник) Ляхов, Владимир Платонович
- 07.08.1906 — 24.09.1908 — полковник Попов, Иван Иванович
- 13.10.1908 — 24.07.1910 — полковник Добошинский, Николай Рафаилович
- 24.07.1910 — 15.03.1915 — полковник Троцкий-Сенютович, Виктор Викторович
- 04.12.1915 — 01.02.1917 — подполковник (с 06.12.1915 полковник) Баев, Алексей Васильевич
- 01.02.1917 — 05.05.1917 — полковник (с 02.04.1917 генерал-майор) Шуберский, Александр Николаевич
- 20.05.1917 — 07.08.1917 — полковник Пиковский, Владимир Яковлевич

- ? — Зверев, Николай Яковлевич[6]

### Командиры 1-й бригады
В период с 1858 года по 30 августа 1873 года должности бригадных командиров были упразднены.
После начала Первой мировой войны в дивизии была оставлена должность только одного бригадного командира, именовавшегося командиром бригады 21-й пехотной дивизии.
- 23.10.1845 — 02.05.1846[~ 4] — генерал-майор Горский, Николай Иванович
- 01.07.1846 — 14.07.1847[~ 5] — генерал-майор Ковалевский, Михаил Константинович
- 14.07.1847 — 12.10.1847 — генерал-майор Козловский, Викентий Михайлович
- 12.10.1847 — 26.11.1848[7] — генерал-майор Бриммер, Эдуард Владимирович
- 26.11.1848 — 29.03.1850 — генерал-майор Чаплиц, Юстин Адамович
- 29.03.1850 — 06.12.1850 — генерал-майор князь Джамбакуриан-Орбелиани, Григорий Дмитриевич
- 06.12.1850 — 11.02.1852 — генерал-майор Суслов, Александр Алексеевич
- 15.02.1852 — 16.08.1856 — генерал-майор Манюкин, Захар Степанович
- 16.08.1856 — 12.07.1858 — генерал-майор Волков, Пётр Аполлонович
- 30.08.1873[~ 6] — 26.02.1874 — генерал-майор Девель, Фёдор Данилович
- 26.02.1874 — 12.12.1874 — генерал-майор Брусилов, Николай Алексеевич
- 12.12.1874 — 08.01.1877 — генерал-майор Броневский, Иван Николаевич
- 08.01.1877 — 17.06.1889 — генерал-майор Муравьёв, Александр Михайлович
- 19.07.1889 — 16.01.1890 — генерал-майор Дженеев, Михаил Васильевич
- 16.01.1890 — 23.07.1896 — генерал-майор Обер, Владимир Лаврентьевич
- 05.08.1896 — 10.08.1898 — генерал-майор Фромандиер, Иван Павлович
- 18.09.1898 — 13.08.1902 — генерал-майор Попов, Виктор Васильевич
- 16.09.1902 — 29.05.1906 — генерал-майор Фофанов, Владимир Тимофеевич
- 10.06.1903 — 06.09.1903 — вр. и. д. полковник Саранчов, Андрей Михайлович
- 20.07.1904 — 14.08.1904 — вр. и. д. полковник Саранчов, Андрей Михайлович
- 03.06.1906 — 20.06.1907 — генерал-майор Ерофеев, Михаил Родионович
- 06.07.1907 — 03.02.1910 — генерал-майор Кузьмин-Короваев, Александр Николаевич
- 03.02.1910 — 19.07.1914 — генерал-майор Гаврилов, Николай Иванович

### Командиры 2-й бригады
- 23.10.1845 — 05.03.1846 — генерал-майор князь Кудашев, Михаил Фёдорович
- 05.03.1846 — 08.10.1847 — генерал-майор Круммес, Фёдор Христофорович
- 12.10.1847 — 09.06.1848[8] — генерал-майор Козловский, Викентий Михайлович
- 09.06.1848 — 29.03.1850 — генерал-майор Штемпель, Карл Романович
- 29.03.1850 — 03.10.1855 — генерал-майор Чаплиц, Юстин Адамович
- 03.10.1855 — 08.01.1856 — генерал-майор Будберг, Василий Егорович
- 08.01.1856 — 16.08.1856 — генерал-майор князь Андронников, Реваз Иванович
- 16.08.1856 — 12.07.1858 — генерал-майор Манюкин, Захар Степанович
- 30.08.1873 — 26.02.1874 — генерал-майор Брусилов, Николай Алексеевич
- 26.02.1874 — 11.11.1875 — генерал-майор Девель, Фёдор Данилович
- 11.11.1875 — 26.12.1876 — генерал-майор Клюки-фон-Клугенау, Николай Францевич
- 26.12.1876 — 20.04.1881 — генерал-майор Полторацкий, Михаил Михайлович
- 20.04.1881 — 13.04.1883 — генерал-майор Перлик, Пётр Тимофеевич
- 25.08.1883 — 26.04.1884 — генерал-майор Ридигер, Александр Николаевич
- 20.12.1884 — 03.12.1885[~ 7] — генерал-майор Рыдзевский, Георгий Николаевич
- 21.12.1885 — 25.05.1888 — генерал-майор Фишер фон Альбах, Эдуард Осипович
- 25.05.1888 — 03.08.1898 — генерал-майор Араблинский, Балакиши Али бек оглы
- 18.09.1898 — 17.10.1902 — генерал-майор Слончевский, Митрофан Константинович
- 13.11.1902 — 17.07.1906 — генерал-майор Буславский, Иван Данилович
- 21.08.1906 — 27.10.1906 — генерал-майор Левицкий, Василий Николаевич
- 02.12.1906 — 19.03.1908 — генерал-майор Просинский, Вацлав Лаврентьевич
- 19.03.1908 — 03.09.1908 — полковник Гильчевский, Константин Лукич (временно)
- 20.09.1908 — 18.11.1911 — генерал-майор Добронравов, Сергей Алексеевич
- 18.11.1911 — 06.01.1914 — генерал-майор Геник, Иван Адамович
- 14.01.1914 — 01.07.1915 — генерал-майор Иванов, Николай Максимович
- 09.07.1915 — 30.04.1917 — генерал-майор Стефанович, Казимир Альбинович
- 06.05.1917 — хх.хх.хххх — генерал-майор Руднев, Сергей Иванович

### Помощники начальника дивизии
В период с 1865 года по 30 августа 1873 года помощники начальника дивизии фактически являлись бригадными командирами.
- хх.12.1865 — 07.05.1866 — генерал-майор Гейман, Василий Александрович
- 07.05.1866 — 30.08.1873[~ 8] — генерал-майор Девель, Фёдор Данилович

### Командиры 21-й артиллерийской бригады
21-я арт. бригада была сформирована 1 января 1847 г. путем перевода штаба и подразделений 19-й арт. бригады во вновь сформированную 21-ю пехотную дивизию. Высочайший приказ о сформировании был отдан 19 июля 1846 г.
До 1875 г. должности командира артиллерийской бригады соответствовал чин полковника, а с 17 августа 1875 г. - чин генерал-майора.
- до 06.12.1848 — 09.03.1850 — полковник (с 06.12.1848 генерал-майор) Грамотин, Алексей Петрович
- 09.03.1850 — 11.07.1855 — полковник (с 12.12.1853 генерал-майор) Журавский, Яков Иванович
- 11.07.1855 — 12.07.1858[~ 9] — полковник Смеловский, Кир Данилович
- 06.08.1865[~ 10] — 02.07.1867 — полковник (с 16.04.1867 генерал-майор) Головин, Платон Дмитриевич
- 02.07.1867 — 08.08.1874 — подполковник (с 08.08.1867 полковник) Михайлов, Адриан Степанович
- 23.08.1874 — 09.04.1881 — полковник (с 02.11.1877 генерал-майор) Гросман, Александр Игнатьевич
- 09.04.1881 — 16.08.1888 — генерал-майор Парфененков, Георгий Иванович
- 24.08.1888 — 17.06.1899 — генерал-майор Санджанов, Израэль Агапорунович
- 18.08.1899 — 04.12.1902 — генерал-майор Готский-Данилович, Владимир Юрьевич
- 04.12.1902 — 25.01.1905[~ 11] — генерал-майор Гурковский, Александр Павлович
- 02.03.1905 — 16.07.1907 — полковник (с 06.12.1906 генерал-майор) Сурин, Владимир Иосифович
- 31.07.1907 — 05.12.1908 — генерал-майор Цумпфорт, Константин-Карл Юльевич
- 16.01.1909 — 16.01.1914 — генерал-майор Закутовский, Иван Андреевич
- 29.01.1914 — 12.05.1916 — генерал-майор Пряслов, Владимир Андреевич
- 12.05.1916 — 19.09.1917 — полковник (с 31.12.1916 генерал-майор) Вноровский, Леонтий Николаевич
- 19.09.1917 — хх.хх.хххх — генерал-майор Батог, Михаил Александрович

## Комментарии
1. ↑  Ранее в Русской армии существовало несколько соединений под тем же названием.
2. ↑  Старшинство в чине полковника установлено с 30.10.1855.
3. ↑  В большинстве пехотных дивизий должности бригадных командиров были упразднены Высочайшим приказом о чинах военных 28 марта 1857 года (Русский инвалид, 1857, № 32) и тогда же введена должность помощника начальника дивизии, но в 21-й, как и в других размещенных на Кавказе пехотных дивизиях, это изменение было осуществлено в 1858 г. вместе с упразднением всего управления 21-й пех. дивизии.
4. ↑  Фактически в командование бригадой не вступал, поскольку вскоре был назначен исправляющим должность начальника Джаро-Белоканского округа и всей Лезгинской кордонной линии (см. «Акты, собранные Кавказской археографической комиссией». Т. X. — С. XIX).
5. ↑  Умер в должности. Высочайшим приказом от 14.07.1847 исключён из списков умершим.
6. ↑  Назначен с должности помощника начальника дивизии.
7. ↑  Покончил жизнь самоубийством. Высочайшим приказом от 05.12.1885 исключен из списков умершим.
8. ↑  После восстановления 30 августа 1873 года должностей бригадных командиров назначен командиром 1-й бригады этой же дивизии.
9. ↑  12.07.1858 должность командира 21-й арт. бригады была упразднена.
10. ↑  06.08.1865 управление 21-й арт. бригады и должность ее командира были восстановлены.
11. ↑  Умер в должности. Высочайшим приказом от 14.02.1905 исключен из списков умершим.